# Hor Rakhang

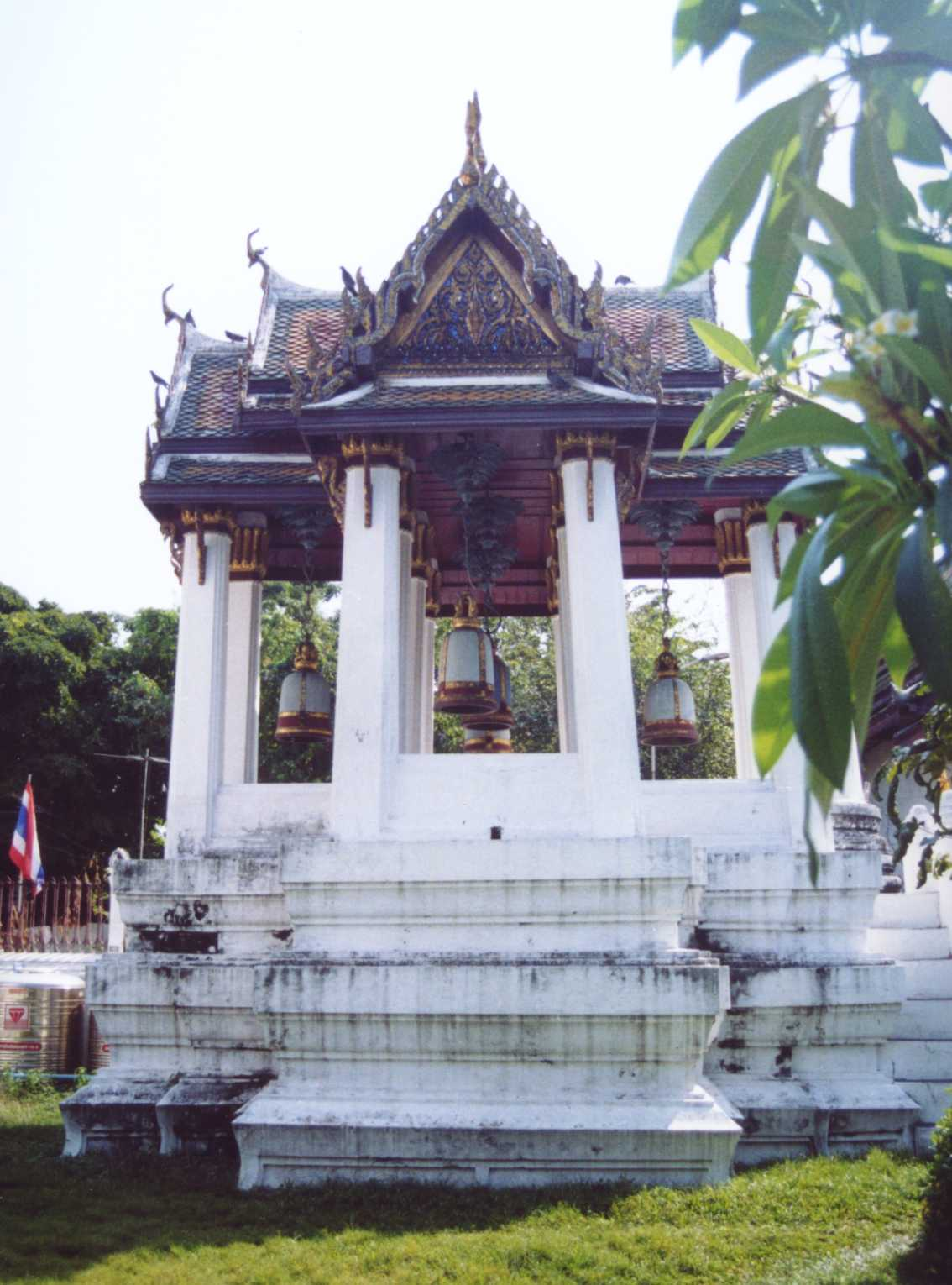
Der Glockenturm des Wat Rakhang, Bangkok Noi

Ein Hor Rakhang (thailändisch หอระฆัง) ist ein Glockenturm in einem Wat, einer buddhistischen Tempelanlage in Thailand.
Die Glocke im Turm weckt die Tempelbewohner am frühen Morgen und ruft die Mönche zu Andachten und Mahlzeiten zusammen. Sie verkündet auch die Mittagszeit, da es den Mönchen nicht erlaubt ist, nach zwölf Uhr mittags feste Nahrung zu sich zu nehmen.
Im Unterschied zu Kirchenglocken, die hin und her geschwenkt werden, damit der Klöppel im Inneren an die Glockenwand schlägt, um sie zum Klingen zu bringen, ist eine Glocke in Thailand starr aufgehängt. Mit einem Holzknüppel wird sie von außen angeschlagen, zuerst ganz langsam, dann immer schneller werdend. Den Abschluss der Sequenz bilden dann noch ein, zwei langsame Schläge.

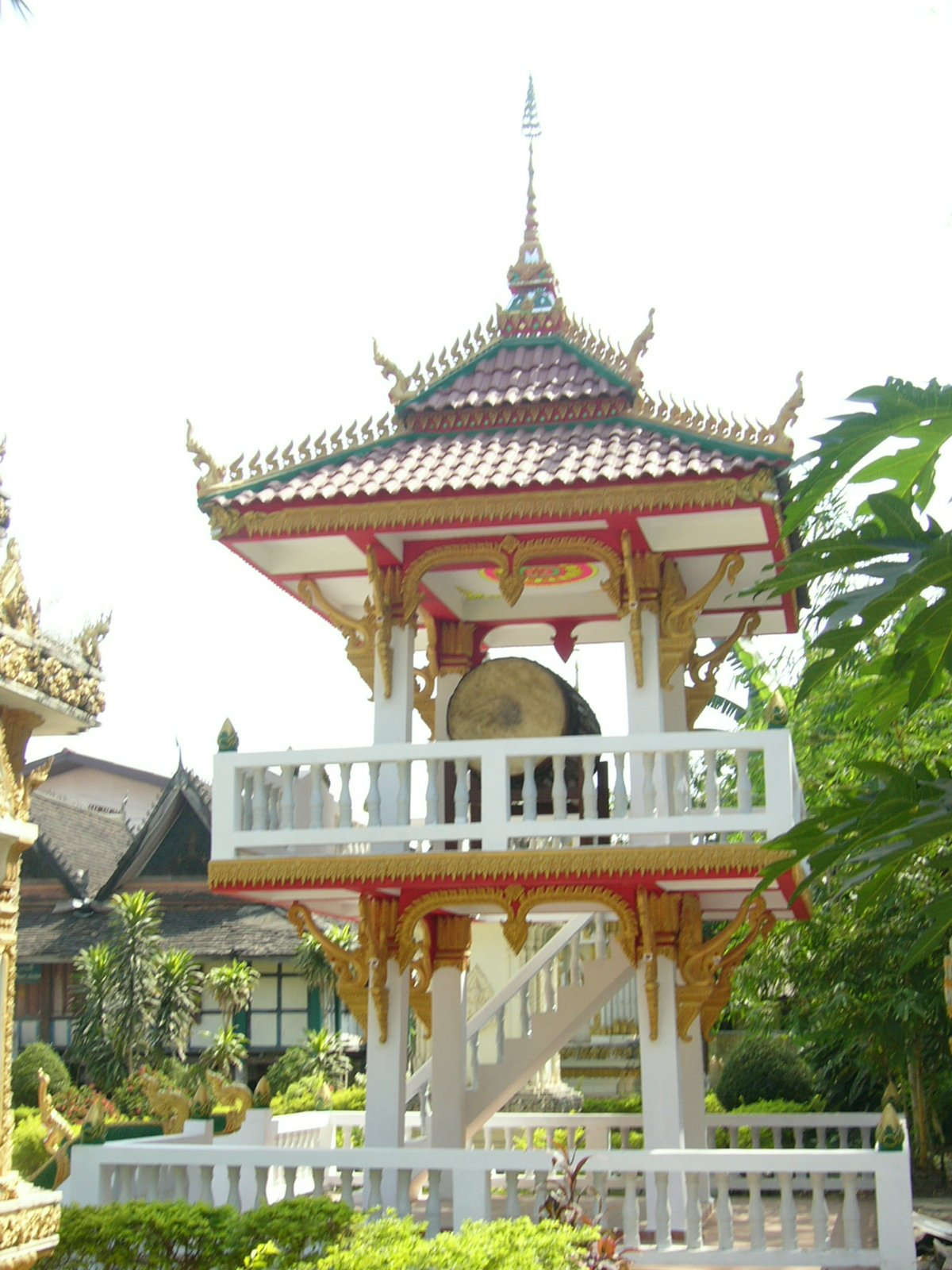
Trommelturm in chinesischem Stil im Wat Si Saket in Vientiane, Laos

In einem Wat ist weder die Position der Glockentürme, noch ihre Anzahl vorgeschrieben. So gibt es im Wat Pho in Bangkok zum Beispiel einen Glockenturm im Quartier der Mönche und zwei weitere im eigentlichen Tempel-Bezirk. Der Grund mag die schiere Größe des gesamten Komplexes sein.
Andere Bauformen des Hor Rakhang:
- Trommelturm: Anstelle der Glocke enthält der Trommelturm eine große zweifellige Fasstrommel als Zeremonialtrommel (siehe beispielsweise im Wat Benchamabophit in Bangkok).
- Gongturm: Im Wat Phrathat Hariphunchai wird anstelle einer Glocke ein Gong von etwa zwei Metern Durchmesser verwendet.